# Krabi
För andra betydelser, se Krabi (olika betydelser).

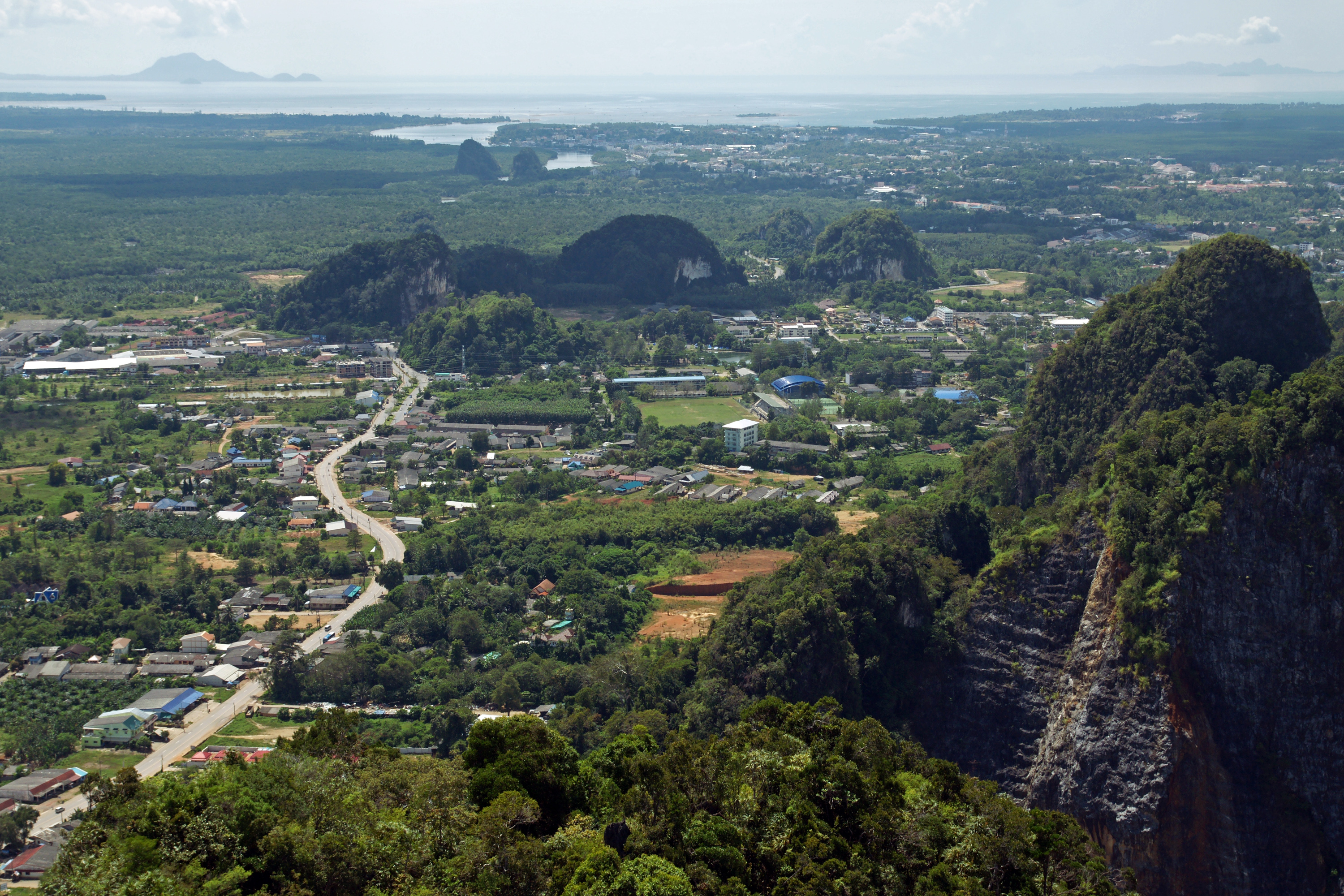
Vy över Krabi.

Krabi (thai: กระบี่) är en stad i provinsen med samma namn i södra Thailand. Det är en av landets mest besökta turistorter. Krabi hade 32 644 invånare enligt uppskattningar från 2019, på en yta av 19 km².

## Geografi
Staden ligger vid Andamansjön på landets västkust, vid floden Krabis mynning i Phangngaviken. Det finns ett antal berömda badstränder i Krabi, varav flera nås med båt. Möjligheter till att ta sig vidare till andra turistdestinationer såsom Koh Phi Phi, Railay Beach, Ao Nang, Koh Jum, Koh Lanta och Phuket finns också. Vid Ao Nang avgår färjor till ön Langkawi i Malaysia.
Krabi har sex månaders regnperiod mellan maj och november som innefattar kraftiga monsunregn. Området kring staden drabbades av stora jordskred år 2011 till följd av en stor mängd nederbörd.

## Ekonomi
Näringslivet i staden med omnejd baseras till största delen på turismen. I Krabi finns många hotell, restauranger och möjligheter av utöva flera olika former av vattensporter.